# Campeonato da Europa de Atletismo de 2022 - Lançamento de dardo feminino
A prova do lançamento de dardo feminino do Campeonato da Europa de Atletismo de 2022 foi disputada entre os dias  18 a 20 de agosto de 2022, no Estádio Olímpico de Munique, em Munique na Alemanha.

## Recordes
Antes desta competição, os recordes mundiais e do campeonato nesta prova eram os seguintes:
|                       | Nome              | Nacionalidade | Distância | Local     | Data                   |
| --------------------- | ----------------- | ------------- | --------- | --------- | ---------------------- |
| Recorde mundial       | Barbora Špotáková | Chéquia       | 72m 28cm  | Estugarda | 13 de setembro de 2008 |
| Recorde europeu       | Barbora Špotáková | Chéquia       | 72m 28cm  | Estugarda | 13 de setembro de 2008 |
| Recorde do campeonato | Christin Hussong  | Alemanha      | 67m 90cm  | Berlim    | 10 de agosto de 2018   |

## Medalhistas
| Ouro                | Prata                 | Bronze                  |
| Elina Tzengko (GRE) | Adriana Vilagoš (SRB) | Barbora Špotáková (CZE) |

## Cronograma
Todos os horários são locais (UTC+2).
| Data         | Hora  | Evento       |
| ------------ | ----- | ------------ |
| 18 de agosto | 09:00 | Qualificação |
| 20 de agosto | 20:25 | Final        |

## Resultados

### Qualificação
Qualificação: Desempenho de 61.00 m (Q) ou os 12 melhores qualificados (q). 
| Posição | Grupo | Atleta             | Nacionalidade | #1    | #2    | #3    | Resultados | Notas |
| ------- | ----- | ------------------ | ------------- | ----- | ----- | ----- | ---------- | ----- |
| 1       | A     | Liveta Jasiūnaitė  | Lituânia      | 56.12 | 61.85 |       | 61.85      | Q     |
| 2       | A     | Elina Tzengko      | Grécia        | 57.20 | 61.28 |       | 61.28      | Q     |
| 3       | B     | Barbora Špotáková  | Chéquia       | 56.36 | 60.75 | –     | 60.75      | q     |
| 4       | B     | Madara Palameika   | Letônia       | 54.18 | 60.56 | 57.96 | 60.56      | q,    |
| 5       | A     | Victoria Hudson    | Áustria       | x     | 60.49 | –     | 60.49      | q     |
| 6       | A     | Annika Marie Fuchs | Alemanha      | 53.76 | 54.03 | 59.90 | 59.90      | q     |
| 7       | B     | Martina Ratej      | Eslovênia     | 55.06 | 58.86 | –     | 58.86      | q,    |
| 8       | B     | Nikola Ogrodníková | Chéquia       | x     | 57.82 | 57.76 | 57.82      | q     |
| 9       | B     | Adriana Vilagoš    | Sérvia        | x     | x     | 57.70 | 57.70      | q     |
| 10      | A     | Līna Mūze          | Letônia       | 56.60 | 56.67 | 57.69 | 57.69      | q     |
| 11      | A     | Nikol Tabačková    | Chéquia       | 50.75 | 55.84 | 57.54 | 57.54      | q     |
| 12      | B     | Réka Szilágyi      | Hungria       | 53.45 | 57.40 | x     | 57.40      | q     |
| 13      | A     | Hanna Hatsko       | Ucrânia       | 54.22 | 57.39 | 55.20 | 57.39      |       |
| 14      | B     | Sara Kolak         | Croácia       | 57.31 | x     | x     | 57.31      |       |
| 15      | B     | Eda Tuğsuz         | Turquia       | x     | x     | 56.33 | 56.33      |       |
| 16      | B     | Arantza Moreno     | Espanha       | 54.87 | 56.02 | x     | 56.02      |       |
| 17      | B     | Lea Wipper         | Alemanha      | 51.51 | 53.58 | 55.07 | 55.07      |       |
| 18      | B     | Gedly Tugi         | Estónia       | 54.38 | x     | 52.89 | 54.38      |       |
| 19      | A     | Bekah Walton       | Reino Unido   | 54.20 | 49.53 | 49.67 | 54.20      |       |
| 20      | B     | Sanne Erkkola      | Finlândia     | 50.74 | 54.04 | x     | 54.04      |       |
| 21      | B     | Jana Marie Lowka   | Alemanha      | 52.85 | 52.66 | 52.98 | 52.85      |       |
| 22      | B     | Alizée Minard      | França        | 49.75 | x     | 52.50 | 52.50      |       |
| 23      | A     | Anni-Linnea Alanen | Finlândia     | 50.24 | 52.09 | 51.81 | 52.09      |       |

### Final
A final ocorreu no dia 20 de agosto às 20:25.
| Posição           | Atleta             | Nacionalidade | #1    | #2    | #3    | #4    | #5    | #6    | Resultados | Notas                |
| ----------------- | ------------------ | ------------- | ----- | ----- | ----- | ----- | ----- | ----- | ---------- | -------------------- |
| Medalha de ouro   | Elina Tzengko      | Grécia        | 60.82 | 65.81 | –     | 59.40 | x     | 64.57 | 65.81      | Recorde pessoal      |
| Medalha de prata  | Adriana Vilagoš    | Sérvia        | 51.15 | 55.14 | 59.64 | 56.03 | 60.32 | 62.01 | 62.01      |                      |
| Medalha de bronze | Barbora Špotáková  | Chéquia       | 59.04 | 60.31 | x     | x     | 59.99 | 60.68 | 60.68      |                      |
| 4                 | Réka Szilágyi      | Hungria       | 52.28 | 60.57 | 55.14 | x     | 56.29 | 57.29 | 60.57      | Recorde da temporada |
| 5                 | Martina Ratej      | Eslovênia     | 52.05 | 53.79 | 59.36 | x     | x     | 53.79 | 59.36      | Recorde da temporada |
| 6                 | Liveta Jasiūnaitė  | Lituânia      | 57.39 | 58.73 | 56.53 | 58.95 | x     | x     | 58.95      |                      |
| 7                 | Līna Mūze          | Letônia       | 54.33 | 58.11 | 56.83 | 57.69 | x     | 55.02 | 58.11      |                      |
| 8                 | Nikol Tabačková    | Chéquia       | 51.84 | 51.65 | 57.93 | x     | x     | x     | 57.93      |                      |
| 9                 | Madara Palameika   | Letônia       | 56.55 | x     | x     |       |       |       | 56.55      |                      |
| 10                | Victoria Hudson    | Áustria       | 56.07 | x     | x     |       |       |       | 56.07      |                      |
| 11                | Annika Marie Fuchs | Alemanha      | 52.80 | 54.52 | x     |       |       |       | 54.52      |                      |
| 12                | Nikola Ogrodníková | Chéquia       | 52.11 | x     | 54.48 |       |       |       | 54.48      |                      |

Legenda
| Recorde mundial       | Recorde mundial (World record)               |                       | Recorde africano                      | Recorde africano (African) |                                           | Q | Classificado por posição (Qualified) |
| Recorde do campeonato | Recorde do campeonato (Championship record)  | Recorde da América    | Recorde da América (Americas)         | q                          | Classificado por melhor tempo (Qualified) |   |                                      |
| Melhor marca do ano   | Melhor marca do ano (World leading)          | Recorde asiático      | Recorde asiático (Asian)              | DNS                        | Não largou (Did not start)                |   |                                      |
| Recorde nacional      | Recorde nacional (National record)           | Recorde europeu       | Recorde europeu (European)            | DNF                        | Não terminou (Did not finish)             |   |                                      |
| Recorde pessoal       | Recorde pessoal do atleta (Personal best)    | Recorde da Oceania    | Recorde da Oceania (Oceania)          | DSQ / DQ                   | Desclassificado (Disqualified)            |   |                                      |
| Recorde da temporada  | Recorde da temporada do atleta (Season best) | Recorde sul-americano | Recorde sul-americano (South America) | NM                         | Sem marca (No mark)                       |   |                                      |